# 523-й истребительный авиационный полк
523-й истребительный авиационный Оршанский Краснознамённый орденов Суворова, Кутузова и Александра Невского полк — воинская часть Вооружённых сил СССР в Великой Отечественной войне.

## История
Сформирован в сентябре 1941 года на аэродроме Сейма в Горьковской области на базе 3-й эскадрильи 274-го истребительного полка в двухэскадрильном составе (2-я эскадрилья прибыла из 2-го запасного авиационного полка). Был вооружён истребителями ЛаГГ-3
В составе действующей армии с 3 октября 1941 по 27 января 1942 и с 26 июня 1942 по 9 мая 1945 года.
В начале октября 1941 вошёл в состав 3-й резервной авиационной группы и с этого момента в основном занят в полосе 54-й армии, прикрывает наземные войска и штурмует позиции противника в ходе Тихвинских оборонительной и наступательной операций, в районе Волхова, Войбокало. 3 декабря 1941 года был передан в оперативное подчинение ВВС КБФ и действует по 26 декабря 1941 года по его заданиям. По 26 декабря полк совершил 554 боевых вылета, провёл 16 воздушных боёв, в которых уничтожил 8 самолётов противника и 2 аэростата, потеряв 4 самолёта и двух лётчиков.
В конце января 1942 года выведен на переформирование в Горьковскую область. 26 июня 1942 года в двухэскадрильном составе опять же на ЛаГГ-3 прибыл на аэродром Рысня Сухиничского района и приступил к боевой работе, совершал в частности вылеты в район Сухиничей, Козельска, Мещовска, Запрудной, Слободки, Буда Монастырской. В августе 1942 года, перелетев в составе 12 самолётов на аэродром Микулино Городище, принимает участие в Ржевско-Сычевской операции, действует в районах Белёв, Ржев. К концу августа 1942 года в полку осталось 6 самолётов. За этот период полк совершил 702 боевых вылета и в 103 воздушных боях уничтожил 34 самолёта противника (21 бомбардировщик и 13 истребителей); также было подбито 7 бомбардировщиков и 2 истребителя. Полк потерял 10 лётчиков и 23 ЛаГГ-3. 25 августа 1942 года полк выведен в резерв армии, и по-видимому в прифронтовой полосе, проходил переподготовку на самолёт Ла-5, а также укомплектовывался материальной частью.
Вновь приступил к боям только 23 февраля 1943 года, действовал в течение марта 1943 года в интересах войск 16-й армии, которая проводила Жиздринскую наступательную  операцию, прикрывает наземные войска, штурмует позиции противника, прикрывает штурмовики и бомбардировщики, затем действует в районах Брянск, Щигры, Орёл, Сеща, Сорокино. Осенью 1943 года принимает участие в Смоленской операции, действует в районах Ельни, Смоленска и затем западнее. Так, 14 сентября 1943 года обеспечивал налёт бомбардировщиков на аэродром Шаталово близ Смоленска
Осенью 1943 года в состав полка была передана разведывательная эскадрилья 168-го истребительного полка и полк начал всё больше внимания уделять воздушной разведке, а с июня 1944 года распоряжением Т. Т. Хрюкина, командующего воздушной армией, был переключён на ведение воздушной разведки, став фактически разведывательным полком армии, а вместе с тем, и всего 3-го Белорусского фронта, каким и оставался до конца войны. Самолёты полка были оборудованы фотоаппаратурой.
Командование 1ВА (1-й воздушной армией — Википедия) категорически запретило разведчикам полка без острой необходимости вступать в воздушный бой с противником во время выполнения разведывательных полётов, так как это грозило бы срывом задания или утратой ценных сведений о противнике, добытых в сложной оперативной обстановке 
В ходе подготовки к Белорусской операции ведёт активную непрерывную разведку северо-запада Белоруссии, районов Орши, Витебска, впоследствии Минска.
16 июля 1944 года перелетел на аэродром Микунтаны в Белоруссии, вместе с полком Нормандия-Неман, продолжал разведывательную деятельность, вылетая уже в Литву. В течение августа и сентября 1944 года базировался близ Алитуса, и наряду с полком Нормандия-Неман, составлял основную боевую мощь дивизии, в том числе и истребительную, поскольку другие полки дивизии находились на переформировании. Вёл разведку уже на территории Восточной Пруссии (Шталлупёнен, Тильзит, Инстербург, Гумбинен). К тому времени на вооружение полка поступили в том числе и самолёты Ла-7
Всего за войну по 1 марта 1945 года полк произвёл 7142 боевых вылетов с общим боевым налётом 5756 часов, провёл 245 воздушных боёв, сбил 112 самолётов противника, 3 аэростата и подбил 17 самолётов противника. Штурмуя войска отчитался об уничтожении более 300 автомашин с войсками и боеприпасами, более 450 повозок с войсками и грузами, свыше 2 батальонов пехоты, 18 артиллерийских батарей, подавлении и уничтожении до 38 зенитных точек, сожжении до 15 деревень, занятых противником, уничтожении свыше 20 железнодорожных вагонов, 5 складом, 10 дзотов, разрушении 3 вокзалов и 1 мукомольного завода.
Закончил войну на аэродроме Хайлигенбайль.

### Послевоенная история полка
После войны был перевооружён самолётами МиГ-15. В январе 1948 года спешно переброшен на Дальний Восток, где принял участие в Корейской войне и одержал 102 победы, потеряв пять лётчиков.
Кроме того, 26 декабря 1950 года два истребителя МиГ-15 523-го истребительного авиационного полка сбили самолёт-разведчик RB-29 ВВС США) в районе мыса Сейсюра (Приморский край).
Летом 1959 года полк первым в ВВС приступил к эксплуатации истребителя Су-7, а с декабря до второй половины 1960 года на базе полка проводились войсковые испытания этой машины. По итогам испытаний Су-7 не был принят на вооружение в качестве фронтового истребителя. Летать на этих машинах полк продолжал вплоть до 1966 года.
В конце 1961 года стали поступать самолёты Су-7Б, и полк стал истребительно-бомбардировочным (апиб). В 1965 году, наряду с Су-7 и Су-7Б, полк принял на вооружение истребители-бомбардировщики Су-7БКЛ. В 1971 году Су-7 начали заменять на Су-17 с крылом изменяемой геометрии, однако ещё до середины 1970-х годов третья эскадрилья летала на Су-7БКЛ.
В дальнейшем (1980-е) был освоен истребитель-бомбардировщик Су-17М3, далее (1990-е) Су-17М4, который полк эксплуатировал вплоть до своего расформирования.
До расформирования (реорганизации) в сентябре-октябре 1994 года полк базировался на аэродроме Воздвиженка Приморского края.
Под реорганизацией подразумеваются мероприятия по передаче наименования, наград, знамён 523 Оршанского полка другой воинской части. В частности 56-му бап (Су-24), который базировался на аэродроме Возжаевка Амурской области в 30 км от г. Белогорск. Впоследствии и эта часть была расформирована и составом одной эскадрильи (Су-24) влилась в хурбинскую авиабазу (г. Комсомольск-на-Амуре).
В сквере на территории военного городка Воздвиженский (вблизи села Воздвиженка, Приморского края), установлен памятник: истребитель Су-7 с 2 ПТБ под фюзеляжем и 2 блоками ОРО-57 на подкрыльевых точках подвески. На обоих бортах истребителя нанесены изображения наград 523-го Оршанского истребительного авиационного полка: орден Красного Знамени, орден Александра Невского, орден Кутузова, орден Суворова. Мемориальный текст: «Вечная слава авиаторам — Оршанцам, отдавшим жизнь в борьбе с немецко-фашистскими захватчиками и при исполнении воинского долга.»

## Подчинение
| Дата            | Фронт (округ)            | Армия               | Корпус                           | Дивизия                                  | Примечания                                                            |
| --------------- | ------------------------ | ------------------- | -------------------------------- | ---------------------------------------- | --------------------------------------------------------------------- |
| 01.11.1941 года | Ленинградский фронт      | -                   | 3-я резервная авиационная группа | -                                        |                                                                       |
| 01.12.1941 года | Ленинградский фронт      | 54-я армия          | -                                | -                                        | с 3 по 26 декабря находился в оперативном подчинении ВВС КБФ          |
| 01.01.1942 года | Волховский фронт         | -                   | -                                | -                                        | точных данных нет                                                     |
| 01.02.1942 года | Резерв Ставки ВГК        | -                   | -                                | -                                        | -                                                                     |
| 01.03.1942 года | Московский военный округ | -                   | -                                | -                                        | -                                                                     |
| 01.04.1942 года | Московский военный округ | -                   | -                                | -                                        | -                                                                     |
| 01.05.1942 года | Московский военный округ | -                   | -                                | -                                        | -                                                                     |
| 01.06.1942 года | Московский военный округ | -                   | -                                | -                                        | -                                                                     |
| 01.07.1942 года | Западный фронт           | 1-я воздушная армия | -                                | 234-я истребительная авиационная дивизия | -                                                                     |
| 01.08.1942 года | Западный фронт           | 1-я воздушная армия | -                                | 234-я истребительная авиационная дивизия | -                                                                     |
| 01.09.1942 года | Западный фронт           | 1-я воздушная армия | -                                | -                                        | в резерве                                                             |
| 01.10.1942 года | Западный фронт           | 1-я воздушная армия | -                                | -                                        | в резерве                                                             |
| 01.11.1942 года | Западный фронт           | 1-я воздушная армия | -                                | -                                        | в резерве                                                             |
| 01.12.1942 года | Западный фронт           | 1-я воздушная армия | -                                | -                                        | в резерве                                                             |
| 01.01.1943 года | Западный фронт           | 1-я воздушная армия | -                                | -                                        | в резерве                                                             |
| 01.02.1943 года | Резерв Ставки ВГК        | 1-я воздушная армия | -                                | 303-я истребительная авиационная дивизия | -                                                                     |
| 01.03.1943 года | Западный фронт           | 1-я воздушная армия | -                                | 303-я истребительная авиационная дивизия | -                                                                     |
| 01.04.1943 года | Западный фронт           | 1-я воздушная армия | -                                | 303-я истребительная авиационная дивизия | -                                                                     |
| 01.05.1943 года | Западный фронт           | 1-я воздушная армия | -                                | 303-я истребительная авиационная дивизия | -                                                                     |
| 01.06.1943 года | Западный фронт           | 1-я воздушная армия | -                                | 303-я истребительная авиационная дивизия | На аэродроме Волосово: 12 Ла-5, из них 1 неисправный (1 из 20-го иап) |
| 01.07.1943 года | Западный фронт           | 1-я воздушная армия | -                                | 303-я истребительная авиационная дивизия | -                                                                     |
| 01.08.1943 года | Западный фронт           | 1-я воздушная армия | -                                | 303-я истребительная авиационная дивизия | -                                                                     |
| 01.09.1943 года | Западный фронт           | 1-я воздушная армия | -                                | 303-я истребительная авиационная дивизия | -                                                                     |
| 01.10.1943 года | Западный фронт           | 1-я воздушная армия | -                                | 303-я истребительная авиационная дивизия | -                                                                     |
| 01.11.1943 года | Западный фронт           | 1-я воздушная армия | -                                | 303-я истребительная авиационная дивизия | -                                                                     |
| 01.12.1943 года | Западный фронт           | 1-я воздушная армия | -                                | 303-я истребительная авиационная дивизия | -                                                                     |
| 01.01.1944 года | Западный фронт           | 1-я воздушная армия | -                                | 303-я истребительная авиационная дивизия | -                                                                     |
| 01.02.1944 года | Западный фронт           | 1-я воздушная армия | -                                | 303-я истребительная авиационная дивизия | -                                                                     |
| 01.03.1944 года | Западный фронт           | 1-я воздушная армия | -                                | 303-я истребительная авиационная дивизия | -                                                                     |
| 01.04.1944 года | 1-й Украинский фронт     | 2-я воздушная армия | -                                | 331-я истребительная авиационная дивизия | -                                                                     |
| 01.05.1944 года | 3-й Белорусский фронт    | 1-я воздушная армия | -                                | 303-я истребительная авиационная дивизия | -                                                                     |
| 01.06.1944 года | 3-й Белорусский фронт    | 1-я воздушная армия | -                                | 303-я истребительная авиационная дивизия | -                                                                     |
| 01.07.1944 года | 3-й Белорусский фронт    | 1-я воздушная армия | -                                | 303-я истребительная авиационная дивизия | -                                                                     |
| 01.08.1944 года | 3-й Белорусский фронт    | 1-я воздушная армия | -                                | 303-я истребительная авиационная дивизия | -                                                                     |
| 01.09.1944 года | 3-й Белорусский фронт    | 1-я воздушная армия | -                                | 303-я истребительная авиационная дивизия | -                                                                     |
| 01.10.1944 года | 3-й Белорусский фронт    | 1-я воздушная армия | -                                | 303-я истребительная авиационная дивизия | -                                                                     |
| 01.11.1944 года | 3-й Белорусский фронт    | 1-я воздушная армия | -                                | 303-я истребительная авиационная дивизия | -                                                                     |
| 01.12.1944 года | 3-й Белорусский фронт    | 1-я воздушная армия | -                                | 303-я истребительная авиационная дивизия | -                                                                     |
| 01.01.1945 года | 3-й Белорусский фронт    | 1-я воздушная армия | -                                | 303-я истребительная авиационная дивизия | -                                                                     |
| 01.02.1945 года | 3-й Белорусский фронт    | 1-я воздушная армия | -                                | 303-я истребительная авиационная дивизия | -                                                                     |
| 01.03.1945 года | 3-й Белорусский фронт    | 1-я воздушная армия | -                                | 303-я истребительная авиационная дивизия | -                                                                     |
| 01.04.1945 года | 3-й Белорусский фронт    | 1-я воздушная армия | -                                | 303-я истребительная авиационная дивизия | -                                                                     |
| 01.05.1945 года | 3-й Белорусский фронт    | 1-я воздушная армия | -                                | 303-я истребительная авиационная дивизия | -                                                                     |

## Командиры
- капитан С. А. Данилович, с осени 1941
- майор Голубов, Анатолий Емельянович, 06.1942 — 11.1942
- подполковник Сергей Иванович Чертов, 11.1942 — 08.1943
- подполковник Константин Александрович Пильщиков, 03.09.1943 — 24.12.1944
- майор Иван Александрович Заморин, 09.01.1945 — 05.1945
- подполковник Карасёв Александр Никитович, 01.1951 — 10.1951
- майор Оськин, Дмитрий Павлович 10.1951 — 08.1953
- полковник  Суровикин Владимир Иванович, 1964 — 04.1966
- подполковник, полковник  Масалитин Пётр Николаевич, 04.1966 — 08.1969

## Награды и наименования
| Награда                   | Дата       | За что получена |
| ------------------------- | ---------- | --- |
| «Оршанский»               | 06.07.1944 | За отличие в боях за овладение городом и оперативно важным железнодорожным узлом Орша                                                                                            |
| Орден Красного Знамени    | 23.07.1944 | за успешное выполнение заданий командования в боях с немецкими захватчиками, за овладение столицей Советской Белоруссии городом Минск и проявленные при этом доблесть и мужество |
| Орден Суворова 3 степени  | 28.05.1945 | За образцовое выполнение боевых заданий командования в боях с немецкими захватчиками при овладении городом и крепостью Пиллау и проявленные при этом доблесть и мужество         |
| Орден Кутузова 3 степени  | 19.02.1945 | за образцовое выполнение боевых заданий командования в боях с немецкими захватчиками при прорыве обороны в Восточной Пруссии и проявленные при этом доблесть и мужество          |
| Орден Александра Невского | 12.08.1944 | за образцовое выполнение заданий командования в боях с немецкими захватчиками, за овладение городом Каунас (Ковно) и проявленные при этом доблесть и мужество                    |

## Отличившиеся воины полка
| Награда | Ф. И.О.                            | Должность                                  | Звание            | Дата награждения | Данные о вылетах                                                                       | Примечания                                                                                |
| ------- | ---------------------------------- | ------------------------------------------ | ----------------- | ---------------- | -------------------------------------------------------------------------------------- | ----------------------------------------------------------------------------------------- |
|         | Ануфриев, Митрофан Алексеевич      | командир эскадрильи                        | капитан           | 19.04.1945       | 310 боевых вылетов, 6 лично сбитых и 1 в группе самолёта противника                    |                                                                                           |
|         | Бахаев, Степан Антонович           | заместитель командира эскадрильи           | капитан           | 13.11.1951       | 166 боевых вылетов, 11 лично сбитых самолёта противника (в войне в Корее)              |                                                                                           |
|         | Оськин, Дмитрий Павлович           | командир полка                             | майор             | 13.11.1951       | 150 боевых вылетов, 14 лично сбитых и 1 в группе самолёта противника (в войне в Корее) |                                                                                           |
|         | Охай, Григорий Ульянович           | начальник воздушно-стрелковой службы полка | капитан           | 13.11.1951       | 122 боевых вылетов, 11 лично сбитых самолётов противника (в войне в Корее)             |                                                                                           |
|         | Самойлов, Дмитрий Александрович    | старший лётчик                             | старший лейтенант | 13.11.1951       | 161 боевых вылетов, 11 лично сбитых самолёта противника (в войне в Корее)              |                                                                                           |
|         | Букин, Андриан Федулович           | заместитель командира эскадрильи           | лейтенант         | 23.07.1942       | 102 боевых вылета, 4 лично сбитых и 2 в группе самолёта противника                     | 01.08.1942 совершил огненный таран подо Ржевом                                            |
|         | Капилевич, Исаак Израиль Тарасович | лётчик                                     | лейтенант         | 23.07.1942       |                                                                                        | 08.07.1942 совершил огненный таран в районе Жеребеево Гжатского района Смоленской области |
|         | Семенчук, Дмитрий Кириллович       | командир звена                             | сержант           | 23.07.1942       |                                                                                        | 15.08.1942 совершил огненный таран у г. Карачев Брянской области,                         |
|         | Харченко, Степан Иванович          | командир эскадрильи                        | капитан           | 23.07.1942       | 250 боевых вылетов, 8 лично сбитых и 6 в группе самолётов противника                   | 23.02.1943 совершил таран в районе Жиздры, погиб                                          |

## Участие в операциях и битвах
Великая Отечественная война:

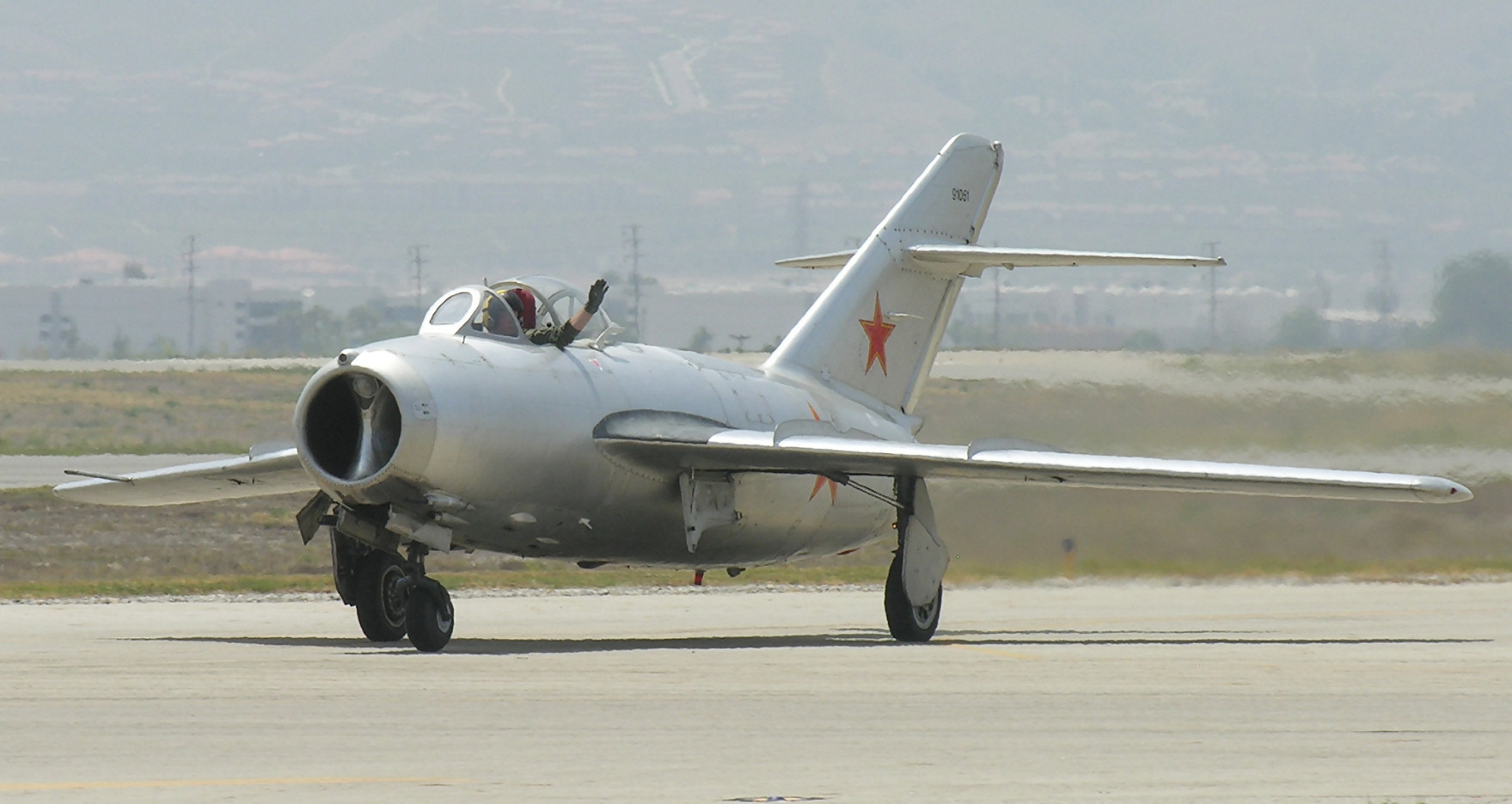
Основной самолёт дивизии в Корейской войне МиГ-15

- Ржевско-Вяземская наступательная операция — со 2 марта 1943 года по 31 марта 1943 года
- Курская битва:
  - Болховско-Орловская наступательная операция — с 12 июля 1943 года по 18 августа 1943 года
- Смоленская стратегическая наступательная операция (Операция «Суворов») — с 7 августа 1943 года по 2 октября 1943 года
  - Спас-Деменская наступательная операция — с 07 августа 1943 года по 20 августа 1943 года
  - Ельнинско-Дорогобужская наступательная операция — с 28 августа 1943 года по 6 сентября 1943 года
  - Смоленско-Рославльская наступательная операция — с 15 сентября 1943 года по 02 октября 1943 года
- Оршанская наступательная операция — 12 октября 1943 года по 2 декабря октября 1943 года
  - Витебская операция — с 23 декабря 1943 года по 6 января 1944 года
  - Богушевская операция -с 8 января 1944 года по 24 января 1944 года
  - Витебская операция — с 3 февраля 1944 года по 16 февраля 1944 года
  - Частная операция на Оршанском направлении — с 22 февраля 1944 года по 25 февраля 1944 года
  - Витебская операция — с 29 февраля 1944 года по 5 марта 1944 года
  - Оршанская операция — с 5 марта 1944 года по 9 марта 1944 года
  - Богушевская операция — с 21 марта 1944 года по 29 марта 1944 года
  - Минская операция — с 29 июня 1944 года по 4 июля 1944 года
  - Вильнюсская наступательная операция — с 5 июля 1944 года по 20 июля 1944 года
  - Каунасская наступательная операция — с 28 июля 1944 года по 28 августа 1944 года
- Прибалтийская стратегическая наступательная операция:
  - Мемельская наступательная операция — с 5 октября 1944 года по 22 октября 1944 года
- Гумбиннен-Гольдапская наступательная операция — с 16 октября 1944 года по 30 октября 1944 года
- Восточно-Прусская стратегическая наступательная операция:
  - Инстербургско-Кёнигсбергская операция — с 13 января 1945 года по 27 января 1945 года
  - Растенбургско-Хейльсбергская наступательная операция — с 27 января 1945 года по 12 марта 1945 года
  - Браунсбергская наступательная операция — с 13 марта 1945 года по 22 марта 1945 года
  - Кёнигсбергская операция — с 6 апреля 1945 года по 9 апреля 1945 года
  - Земландская наступательная операция — с 13 апреля 1945 года по 25 апреля 1945 года

Война в Корее

## Благодарности Верховного Главнокомандования

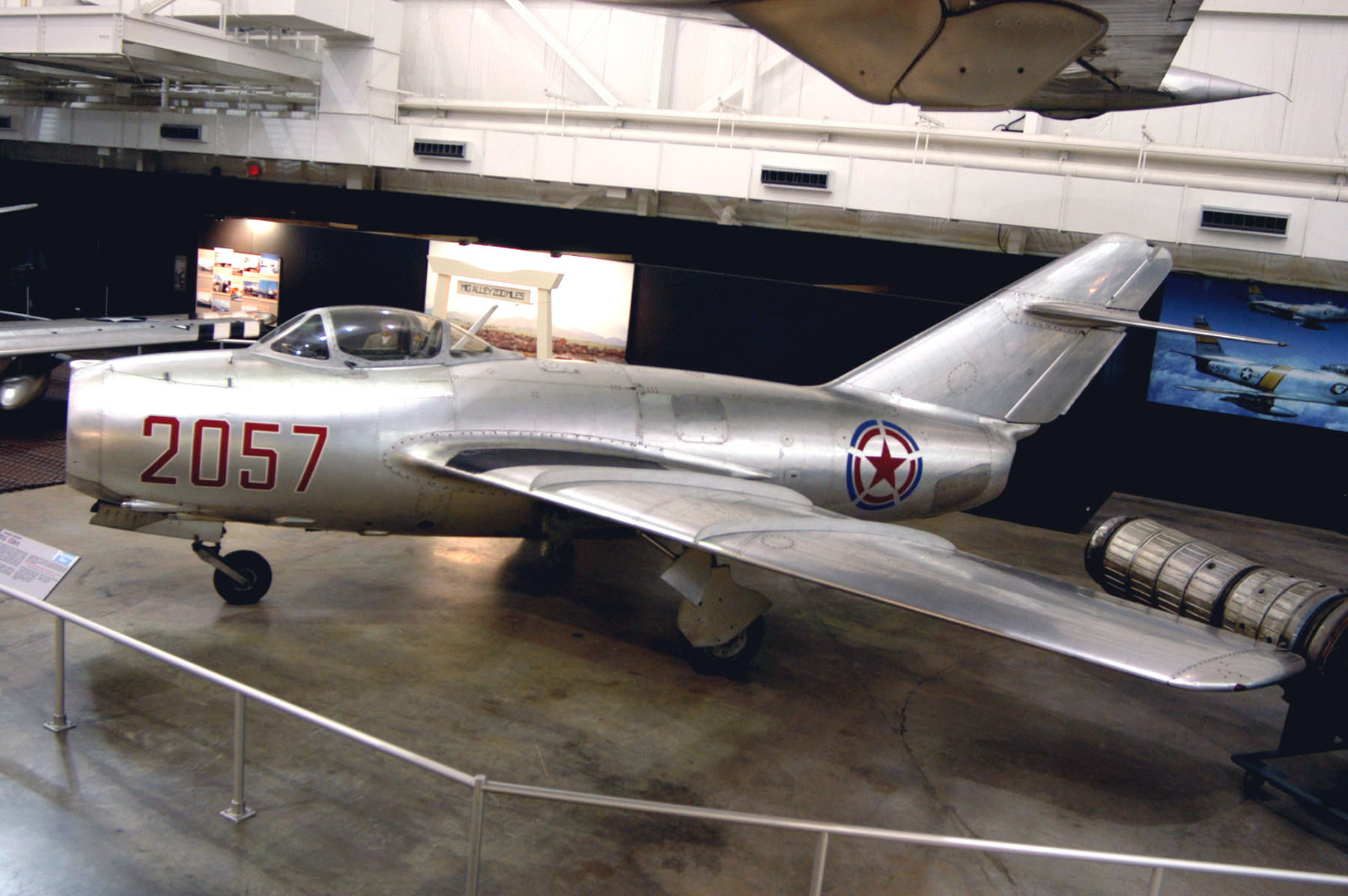
МиГ-15бис в американском музее. Самолёт имеет опознавательные знаки ВВС Северной Кореи.

Верховным Главнокомандующим объявлены благодарности:
- за овладение городом Смоленск[10]
- за освобождение города Витебск[11]
- за освобождение города Орша[12]
- за освобождение города Минск[13]
- за форсирование реки Неман[14]
- за вторжение в пределы Восточной Пруссии[15]
- за овладение укреплёнными городами Пилькаллен, Рагнит и сильными опорными пунктами обороны немцев Шилленен, Лазденен, Куссен, Науйенингкен, Ленгветен, Краупишкен, Бракупенен[16]
- за овладение городами Тильзит, Гросс-Скайсгиррен, Ауловенен, Жиллен и Каукемен[17]
- за овладение городом Инстербург[18]
- за овладение городами Тапиау, Алленбург, Норденбург и Летцен[19]
- за овладение городами Ландсберг и Бартенштайн[20]
- за овладение городами Вормдитт и Мельзак[21]
- за овладение городом Хайлигенбайль[22]
- за разгром группы немецких войск юго-западнее Кёнигсберга[23]
- за овладение городом и крепостью Кёнигсберг[24]
- за овладение городом и крепостью Пиллау[25]